# Prinsbisdom Lübeck
Het prinsbisdom Lübeck was een sticht in het Heilige Roomse Rijk in het huidige Sleeswijk-Holstein. Het was het wereldlijke bezit van de bisschoppen van Lübeck. Vanaf 1500 was het ingedeeld bij de Neder-Saksische Kreits.
In 1160 werd het in 948 in Oldenburg in Holstein gestichte bisdom verlegd naar Lübeck. Het bisdom behoorde tot de kerkprovincie Bremen. Omstreeks 1185 werd het bisdom rijksvrij. Het gebied was vrij klein en bestond uit de ambten Eutin en Schwartau. In Lübeck zelf hoorden alleen het koor van de dom en enkele omliggende lapjes grond erbij. De invloed van de bisschoppen in de vrije hanzestad Lübeck bleef al bij al gering en rond 1350 verplaatsten zij hun residentie naar Eutin.
In 1530/5 werd de Reformatie ingevoerd. Sinds 1555 regeerden er protestantse administratoren in de functie van de prins-bisschop. Na 1586 werden alleen leden van het huis Holstein-Gottorp gekozen. Zo werden Lübeck (en Osnabrück) de enige protestantse geestelijken onder de rijksstenden. Op de Rijksdag hadden zij een aparte plaats in de vergaderzaal tussen de geestelijke en de wereldlijke vorsten: op de dwarsbank (Querbank). In 1773 kreeg bisschop Frederik August ook de graafschappen Oldenburg en Delmenhorst, waardoor het prinsbisdom in personele unie kwam met het hertogdom Oldenburg.
Paragraaf 8 van de Reichsdeputationshauptschluss van 25 februari 1803 kende aan de hertog van Holstein-Oldenburg voor de opheffing van de Elsflether tol en de afstand van een aantal dorpen rond Lübeck en de bezittingen van het bisdom en het domkapittel in de stad Lübeck: het bisdom en het domkapittel Lübeck. In paragraaf 27 werd vastgelegd dat de rijksstad Lübeck en de hertog van Holstein-Oldenburg een vergelijk moesten treffen voor de enclaves van de rijksstad in het prinsbisdom.
In 1804 sloten de stad en de hertog een verdrag. Daardoor kwam Schwartau definitief bij het vorstendom.
Hierdoor kon het vorstendom Lübeck in de toekomst permanent verbonden worden met het hertogdom Oldenburg. Voorlopig bleef de situatie bestaan de voormalige prins-bisschop aan de regering bleef in Eutin, terwijl hij regent was voor zijn handelingsonbekwame neef in Oldenburg. Toen Oldenburg op 10 december 1810 door Frankrijk werd geannexeerd, bleef het vorstendom Lübeck hier dan ook buiten. Het vorstendom behoorde evenals het aangrenzende hertogdom Holstein niet tot de Rijnbond.
Het Congres van Wenen in 1815 herstelde Oldenburg met de rangverhoging tot groothertogdom. Het nieuwe groothertogdom Oldenburg bestond uit drie gescheiden gebieden:
- het hertogdom Oldenburg
- het vorstendom Lübeck
- het vorstendom Birkenfeld

In 1866 werd het gebied van het vorstendom vergroot met het ambt Ahrensbök. Dit was een gevolg van de erfstrijd in 1864 om de hertogdommen Sleeswijk en Holstein. De inlijving van de hertogdommen door Pruisen en Oostenrijk was een schending van de erfrechten van de groothertogen van Oldenburg. Zij lieten zich afkopen met een klein stukje van het hertogdom Holstein.
In 1937 stond Oldenburg het voormalige vorstendom Lübeck aan Pruisen af, waarna het een integraal deel werd van de provincie Sleeswijk-Holstein.

## Regenten
- 948- 952: Marcus
- 967- 973: Egwart/Evagrius
- 976- 983: Wigo
- 983- 988: Egizo
- 989- 990: Volkwart
- 992-1013: Reginbert
- 1014-1023: Bernhard
- 1023-1030: Reinhald
- 1030-1038: Meinhar
- 1038-1048: Abelin
- 1051-1066: Ezo/Ehrenfried
- 1066-1149: bisdom onderdrukt
- 1149-1154: Sankt Wizelin
- 1155-1163: Gerhold
- 1164-1172: Koenraad I
- 1172-1182: Hendrik I
- 1183-1184: Koenraad II van Querfurt (1194-1198: bisschopvan Hildesheim; 1198-1202: bisschop van Würzburg)
- 1186-1210: Dietrich I
- 1210-1231: Berthold
- 1231-1247: Johan I
- 1247-1254: Albrecht Sürbeer (administrator; 1254-1272: aartsbisschop van Riga)
- 1254-1259: Johan II van Diest
- 1260-1276: Johann III van Tralow
- 1276-1315: Burghard van Serkem
- 1315-1341: Hendrik II van Bockholt
- 1341-1350: Johan IV van Mül
- 1350-1377: Bertram van Cremona
- 1377-1379: Nikolaas I van Ziegenbock (1379-1392: bisschop van Meissen)
- 1379-1386: Koenraad III van Geisenheim
- 1386-1387: Johan V van Klenedenst
- 1387-1399: Eberhard I van Attendorn
- 1399-1420: Johan VI van Dülmen
- 1420-1439: Johan VII Schele
- 1439-1449: Nikolaas II Sachow
- 1450-1466: Arnold Westphal
- 1466-1489: Albrecht van Krummendijk
- 1489-1492: Thomas de Grote
- 1492-1506: Dietrich II van Arndes
- 1506-1509: Willem Westphal
- 1510-1523: Johan VIII Grimholt
- 1523-1535: Hendrik III Bockholt
- 1535-1536: Detlev van Reventlow
- 1536-1547: Balthasar van Rantzau
- 1547-1553: Dietrich III van Rheden
- 1555-1559: Andreas van Barby
- 1559-1561: Johan IX Tiedemann
- 1561-1586: Eberhard III van Holle (1566-1586: bisschop van Verden)
- 1586-1607: Johan Adolf van Holstein (1585-1596: aartsbisschop van Bremen; 1587-1616: hertog van Holstein)
- 1607-1634: Johan Frederik van Holstein (1596-1634: aartsbisschop van Bremen; 1631-1634: bisschop van Verden)
- 1634-1655: Johan van Holstein
- 1655-1655: Johan Georg van Holstein
- 1655-1666: Christiaan Albrecht van Holstein (1659-1694: hertog van Holstein)
- 1666-1705: August Frederik van Holstein
- 1705-1726: Christiaan August van Holstein
- 1726-1727: Karel van Holstein
- 1727-1750: Adolf Frederik van Holstein (1751-1771: koning van Zweden))
- 1750-1785: Frederik August van Oldenburg (1773-1785: hertog van Oldenburg)
- 1785-1803: Peter Frederik van Oldenburg (1823-1829: groothertog van Oldenburg)